# Naiel Santiago D’Almeida
Naiel Santiago D’Almeida (geb. 20. Oktober 1986) ist ein ehemaliger são-toméischer Sprinter.
Er war spezialisiert auf den 400-Meter-Lauf. D’Almeida trat bei den Olympischen Sommerspielen 2008 in Peking an. Im Wettbewerb über 400 m schied er mit einer Zeit von 49,08 s im Vorlauf aus.